# Super Rugby Unlocked 2020
El Super Rugby Unlocked (en español Súper Rugby Desbloqueado) de 2020 fue la primera y única edición de la versión local del Super Rugby de Sudáfrica.
El torneo se disputó debido a la imposibilidad de continuar el Súper Rugby 2020, relacionado con el cierre de fronteras por la Pandemia de COVID-19.
El campeón del torneo fue Bulls, el equipo de Pretoria se coronó campeón en la última fecha luego de vencer a Pumas por un marcador de 21 a 5.

## Participantes
| Super Rugby                                                     | Pro 14            | Currie Cup                            |
| - Vodacom Bulls - Emirates Lions - Cell C Sharks - DHL Stormers | - Toyota Cheetahs | - Tafel Lager Griquas - Phakisa Pumas |

## Sistema de disputa
Cada equipo disputó seis encuentros frente a cada uno de los rivales, además de una semana libre.
El equipo que al terminar las siete semanas de competencia, obtenga más puntos se declaró como campeón de la competición.
Los puntos obtenidos en la competición serán considerados para la clasificación de la Currie Cup 2020/21.
Puntuación
Para ordenar a los equipos en la tabla de posiciones se los puntuará según los resultados obtenidos.
- 4 puntos por victoria.
- 2 puntos por empate.
- 0 puntos por derrota.
- 1 punto bonus por ganar haciendo 3 o más tries que el rival.
- 1 punto bonus por perder por siete o menos puntos de diferencia.

### Clasificación
| Pos. | Equipo   | Encuentros | Encuentros | Encuentros | Encuentros | Tantos | Tantos | Tantos | PB | PB | Puntos |
| Pos. | Equipo   | PJ         | PG         | PE         | PP         | F      | C      | Dif    | BO | BD | Puntos |
| ---- | -------- | ---------- | ---------- | ---------- | ---------- | ------ | ------ | ------ | -- | -- | ------ |
| 1.º  | Bulls    | 6          | 5          | 0          | 1          | 178    | 92     | +86    | 2  | 1  | 23     |
| 2.º  | Stormers | 6          | 4          | 1          | 1          | 140    | 112    | +28    | 1  | 0  | 19     |
| 3.º  | Sharks   | 6          | 4          | 1          | 1          | 128    | 122    | +6     | 1  | 0  | 19     |
| 4.º  | Cheetahs | 6          | 3          | 1          | 2          | 126    | 106    | +20    | 2  | 1  | 17     |
| 5.º  | Lions    | 6          | 1          | 2          | 3          | 119    | 103    | +16    | 1  | 3  | 12     |
| 6.º  | Pumas    | 6          | 1          | 1          | 4          | 119    | 179    | -60    | 0  | 0  | 7      |
| 7.º  | Griquas  | 6          | 0          | 0          | 6          | 123    | 219    | -96    | 0  | 3  | 3      |

|  | Campeón. |

## Fase Regular
Se confirmó el fixture

### Fecha 1
| 9 de octubre | Sharks | 19 - 16 | Lions | Estadio Kings Park, Durban |  |

| 10 de octubre | Cheetahs | 53 - 31 | Pumas | Estadio Free State, Bloemfontein |  |

| 10 de octubre | Bulls | 30 - 23 | Griquas | Estadio Loftus Versfeld, Pretoria |  |

### Fecha 2
| 16 de octubre | Cheetahs | 19 - 17 | Bulls | Estadio Free State, Bloemfontein |  |

| 17 de octubre | Griquas | 21 - 27 | Pumas | Griqua Park, Kimberley |  |

| 17 de octubre | Stormers | 23 - 17 | Lions | Newlands Stadium, Ciudad del Cabo |  |

### Fecha 3
| 23 de octubre | Pumas | 37 - 42 | Stormers | Mbombela Stadium, Nelspruit |  |

| 24 de octubre                                                                                             | Lions | 0 - 0 | Cheetahs | Ellis Park, Johannesburgo |  |
| El partido fue suspendido por casos positivos de COVID-19 en Lions, finalmente fue declarado como empate. |       |       |          |                           |  |

| 24 de octubre | Bulls | 41 - 14 | Sharks | Estadio Loftus Versfeld, Pretoria |  |

### Fecha 4
| 30 de octubre | Lions | 61 - 31 | Griquas | Ellis Park, Johannesburgo |  |

| 31 de octubre | Pumas | 19 - 42 | Sharks | Mbombela Stadium, Nelspruit |  |

| 31 de octubre | Bulls | 39 - 6 | Stormers | Estadio Loftus Versfeld, Pretoria |  |

### Fecha 5
| 6 de noviembre | Sharks | 19 - 13 | Cheetahs | Estadio Kings Park, Durban |  |

| 7 de noviembre | Griquas | 6 - 39 | Stormers | Griqua Park, Kimberley |  |

| 7 de noviembre | Lions | 25 - 30 | Bulls | Ellis Park, Johannesburgo |  |

### Fecha 6
| 13 de noviembre | Griquas | 33 - 34 | Sharks | Griqua Park, Kimberley |  |

| 14 de noviembre                                                                                 | Lions | 0 - 0 | Pumas | Ellis Park, Johannesburgo |  |
| El partido fue suspendido por casos de COVID-19 en Pumas, el partido fue declarado como empate. |       |       |       |                           |  |

| 14 de noviembre | Stormers | 30 - 13 | Cheetahs | Newlands Stadium, Ciudad del Cabo |  |

### Fecha 7
| 21 de noviembre                                                                        | Sharks | 0 - 0 | Stormers | Estadio Kings Park, Durban |  |
| El partido fue suspendido por casos de COVID-19, el partido fue declarado como empate. |        |       |          |                            |  |

| 21 de noviembre | Bulls | 21 - 5 | Pumas | Estadio Loftus Versfeld, Pretoria |  |

| 21 de noviembre | Cheetahs | 28 - 9 | Griquas | Estadio Free State, Bloemfontein |  |

| Bandera de Sudáfrica |
| Campeón Bulls        |